# دايجي ني
دايجي ني (باليابانية: 二井 大二) (28 فبراير 1973 في شيزوكا في اليابان – )؛ هو لاعب كرة قدم سابق كان يلعب كمدافع.